# Tennis Center at Crandon Park
Das Tennis Center at Crandon Park ist ein Tenniskomplex in der US-amerikanischen Gemeinde Key Biscayne auf der gleichnamigen Insel im Bundesstaat Florida.

## Geschichte
Der Hauptplatz, der Stadium Court, bietet 13.800 Plätzen und wurde 1994 fertiggestellt. Eigentlich sollten schon 1993 die Arbeiten abgeschlossen sein, dies verhinderten aber Verzögerungen durch den Hurrikan Andrew im August 1992. Er erweiterte die bereits bestehende Anlage am Crandon Park. Das erste Spiel auf dem  Center Court wurde am 11. März 1994 zwischen Karin Kschwendt und Kathy Rinaldi Stunkel im Rahmen des WTA-Miami-Turniers bei den The Lipton Championships 1994 ausgetragen, das Kschwendt mit 6:3 und 6:4 gewann. Die Anlage besteht aus insgesamt 27 Plätzen, davon sind 21 Hartplätze sowie sechs Sandplätze. Dreizehn der Plätze besitzen ein Flutlicht.

## Nutzung
Das Tennis Center war von 1987 bis 2018 die Austragungsstätte des Miami Masters, einem Tennisturnier der Masters-1000-Kategorie der ATP World Tour der Herren, sowie des WTA Miami, einem Tennisturnier der Premier-Mandatory-Kategorie der WTA Tour der Frauen. Während der Sony Open Tennis 2013 wurden Pläne für eine umfangreiche  Renovierung und Erweiterung der Anlage präsentiert. Die Bauarbeiten sollten direkt nach den Sony Open Tennis 2014 am 1. April 2014 beginnen. Rechtliche Probleme in Bezug auf Nutzungsbeschränkungen des Parks verhinderten die Umsetzung der Pläne. 2019 zogen beide Turniere nach Miami Gardens auf die neue Anlage in und um das Hard Rock Stadium, Heimspielstätte der Miami Dolphins aus der National Football League (NFL), um.
Des Weiteren wurde von 1999 bis 2010 das Juniorenturnier Orange Bowl International Tennis Championships ausgetragen. 2011 folgte der Umzug in das Frank Veltri Tennis Center in die Stadt Plantation.

## Galerie

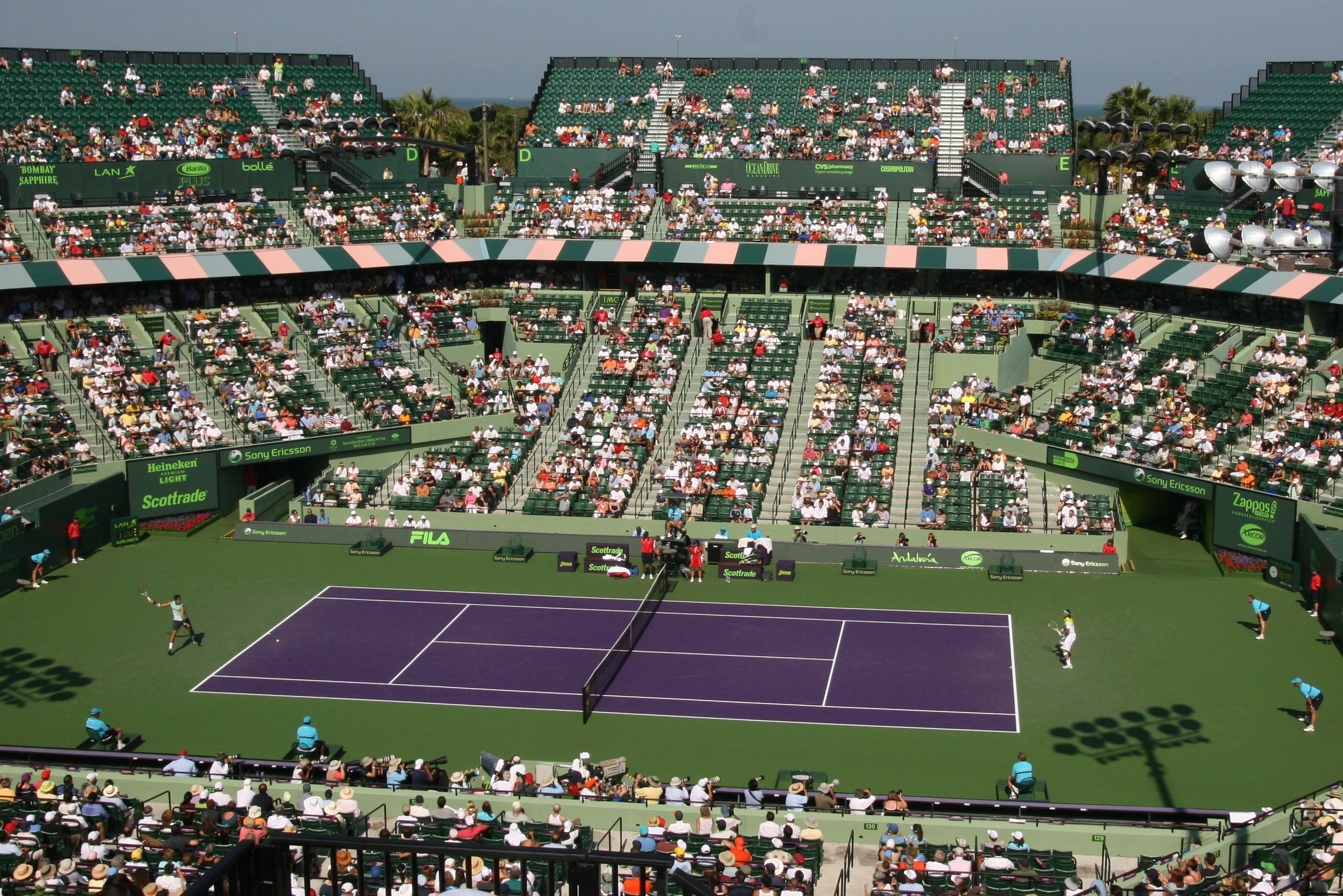
Der Stadium Court 2009 bei der Partie Rafael Nadal gegen Juan Martín del Potro im Viertelfinale der Sony Ericsson Open
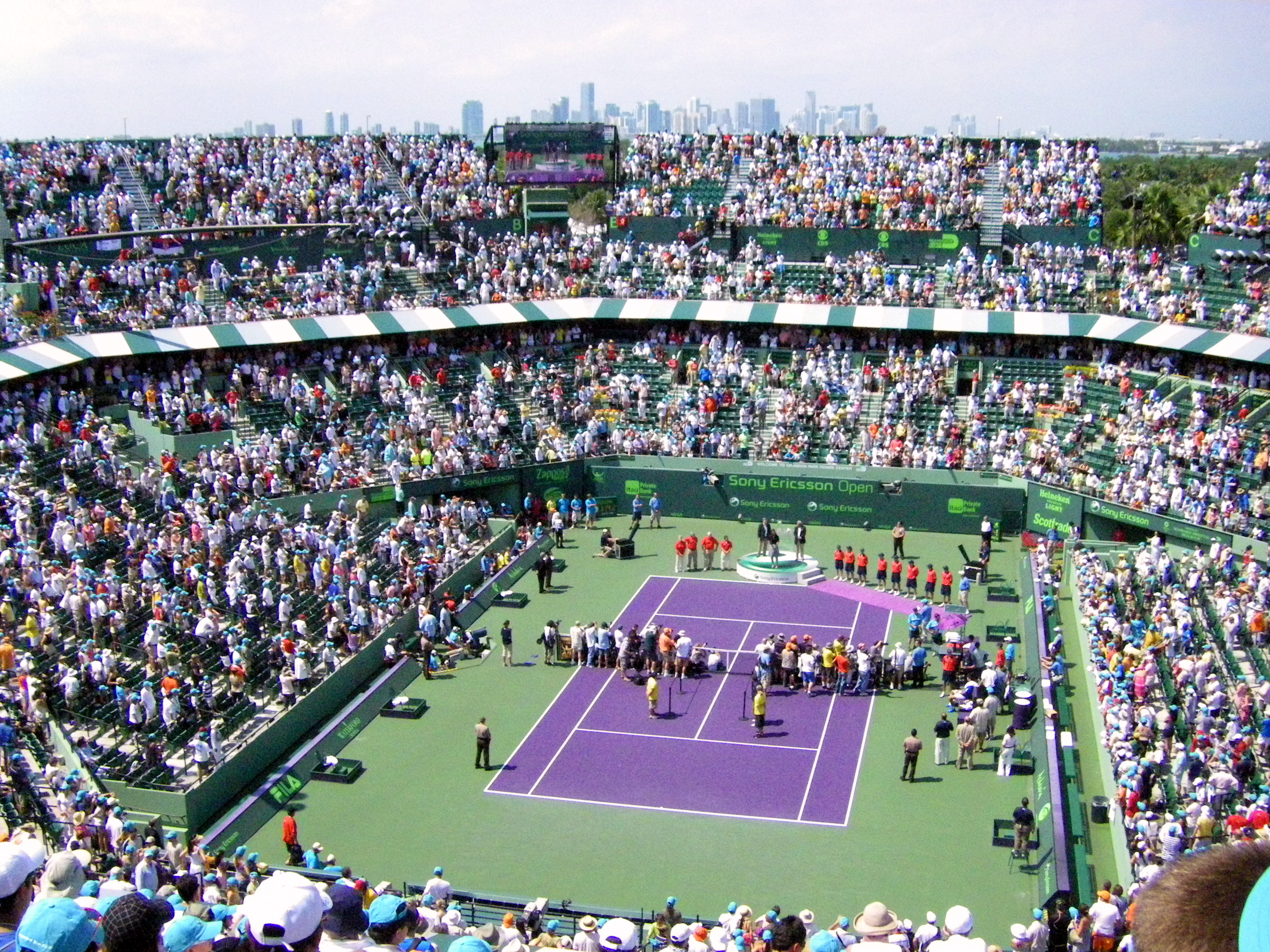
Das Endspiel der Sony Ericsson Open 2009 zwischen Andy Murray und Novak Đoković. Am Tribünenrand ist die Skyline von Miami zu sehen.
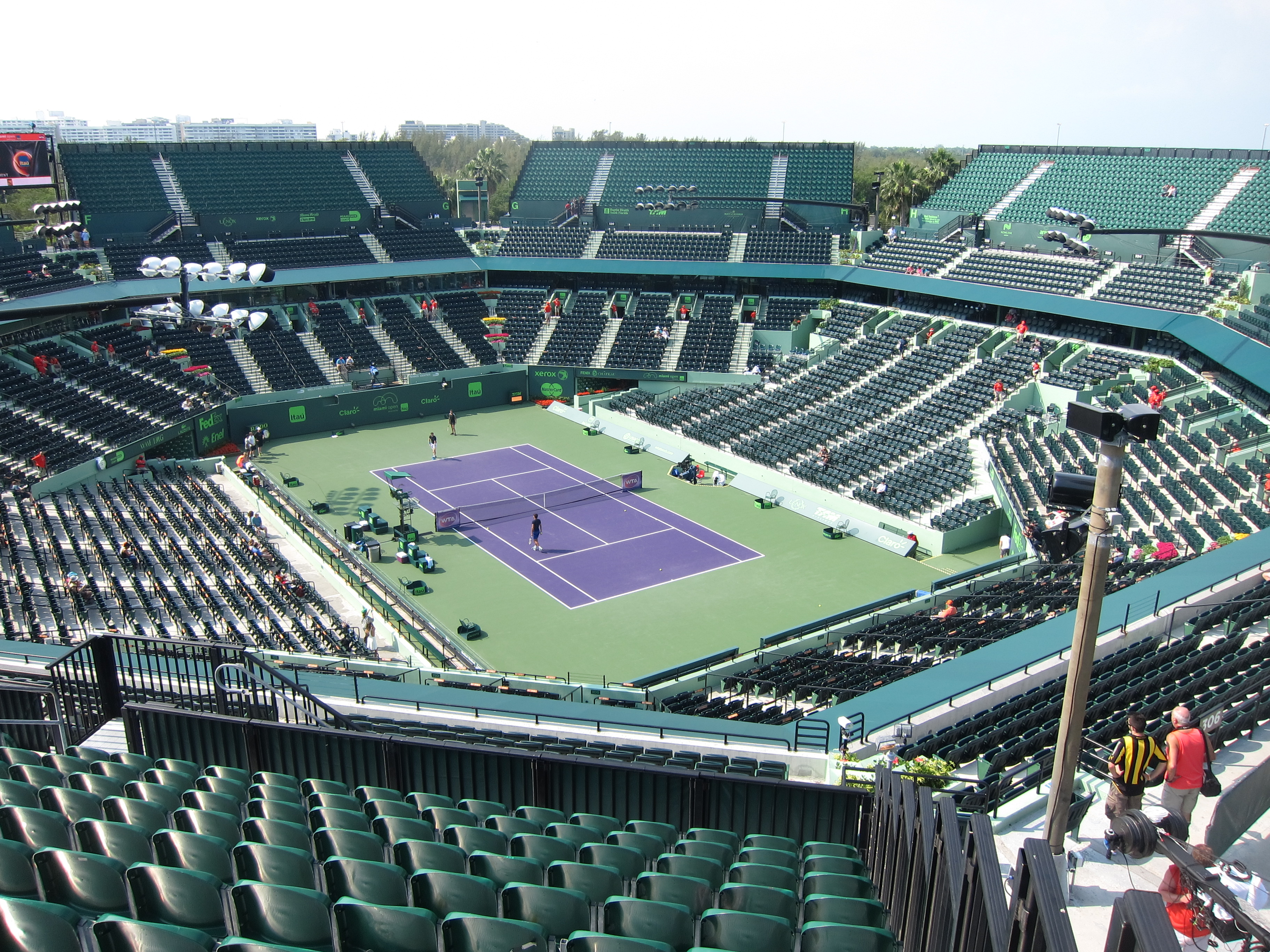
Der Stadium Court bei den Miami Open 2015 im März des Jahres